# Pedaliodes uniformis
Pedaliodes uniformis är en fjärilsart som beskrevs av Gustav Weymer 1911. Pedaliodes uniformis ingår i släktet Pedaliodes och familjen praktfjärilar. Inga underarter finns listade i Catalogue of Life.